# 홍길민 묘
홍길민 묘는 대한민국 경기도 연천군 장남면 판부리에 있다. 2014년 12월 9일 연천군의 향토문화재 제22호로 지정되었다.

## 개요
홍길민(1353~1407)은 조선초의 문신으로 상의중추원사에 이르렀다.